# WTA-seizoen 2000

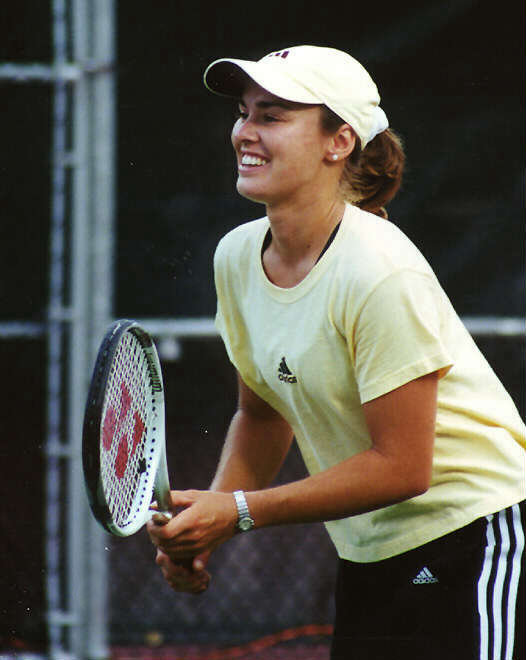
Winnares van de meeste enkelspeltitels: Martina Hingis

De WTA organiseerde in het seizoen 2000 onderstaande tennistoernooien.

## Winnaressen enkelspel met meer dan twee titels
| speelster         | aantal titels |
| ----------------- | ------------- |
| Martina Hingis    | 9             |
| Venus Williams    | 6             |
| Lindsay Davenport | 4             |
| Henrieta Nagyová  | 3             |
| Monica Seles      | 3             |
| Serena Williams   | 3             |

## WTA-toernooikalender 2000
| Startdatum hoofdtoernooi | Officiële naam van het toernooi | Land, stad                           | Cat.     | ($)       | Ondergrond        | Winnares enkelspel               |         |
| ------------------------ | ------------------------------- | ------------------------------------ | -------- | --------- | ----------------- | -------------------------------- | ------- |
| 2000-01-02               | Thalgo Hardcourt Champ's        | Australië, Gold Coast                | Tier III | 170.000   | hardcourt, buiten | Silvija Talaja                   | details |
| 2000-01-03               | ASB Bank Classic                | Nieuw-Zeeland, Auckland              | Tier IVb | 110.000   | hardcourt, buiten | Anne Kremer                      | details |
| 2000-01-09               | Adidas International            | Australië, Sydney                    | Tier II  | 460.000   | hardcourt, buiten | Amélie Mauresmo                  | details |
| 2000-01-09               | ANZ Tasmanian Int'l             | Australië, Hobart                    | Tier IVb | 110.000   | hardcourt, buiten | Kim Clijsters                    | details |
| 2000-01-17               | Australian Open                 | Australië, Melbourne                 | G.S.     | 3.156.711 | hardcourt, buiten | Lindsay Davenport                | details |
| 2000-02-01               | Toray Pan Pacific Open          | Japan, Tokio                         | Tier I   | 1.080.000 | tapijt, binnen    | Martina Hingis                   | details |
| 2000-02-07               | Copa Colsanitas                 | Colombia, Bogota                     | Tier IVa | 140.000   | gravel, buiten    | Patricia Wartusch                | details |
| 2000-02-07               | Open Gaz de France              | Frankrijk, Parijs                    | Tier II  | 535.000   | tapijt, binnen    | Nathalie Tauziat                 | details |
| 2000-02-14               | Brasil Open                     | Brazilië, São Paulo                  | Tier IVa | 140.000   | gravel, buiten    | Rita Kuti Kis                    | details |
| 2000-02-14               | Faber Grand Prix                | Duitsland, Hannover                  | Tier II  | 535.000   | tapijt, binnen    | Serena Williams                  | details |
| 2000-02-21               | IGA Superthrift Classic         | Verenigde Staten, Oklahoma           | Tier III | 170.000   | hardcourt, binnen | Monica Seles                     | details |
| 2000-02-28               | State Farm Classic              | Verenigde Staten, Scottsdale         | Tier II  | 535.000   | hardcourt, buiten | Martina Hingis Lindsay Davenport | details |
| 2000-03-10               | Tennis Masters Series           | Verenigde Staten, Indian Wells       | Tier I   | 2.000.000 | hardcourt, buiten | Lindsay Davenport                | details |
| 2000-03-23               | Ericsson Open                   | Verenigde Staten, Miami              | Tier I   | 2.525.000 | hardcourt, buiten | Martina Hingis                   | details |
| 2000-04-10               | Bausch & Lomb Champ's           | Verenigde Staten, Amelia Island      | Tier II  | 535.000   | gravel, buiten    | Monica Seles                     | details |
| 2000-04-10               | Estoril Open                    | Portugal, Lissabon                   | Tier IVa | 140.000   | gravel, buiten    | Anke Huber                       | details |
| 2000-04-17               | Westel 900 Budapest Open        | Hongarije, Boedapest                 | Tier IVb | 110.000   | gravel, buiten    | Tathiana Garbin                  | details |
| 2000-04-17               | Family Circle Cup               | Verenigde Staten, Hilton Head Island | Tier I   | 1.080.000 | gravel, buiten    | Mary Pierce                      | details |
| 2000-05-01               | Croatian Bol Ladies Open        | Kroatië, Bol                         | Tier III | 170.000   | gravel, buiten    | Tina Pisnik                      | details |
| 2000-05-02               | Betty Barclay Cup               | Duitsland, Hamburg                   | Tier II  | 535.000   | gravel, buiten    | Martina Hingis                   | details |
| 2000-05-07               | German Open                     | Duitsland, Berlijn                   | Tier I   | 1.080.000 | gravel, buiten    | Conchita Martínez                | details |
| 2000-05-08               | Warsaw Cup                      | Polen, Warschau                      | Tier IVb | 110.000   | gravel, buiten    | Henrieta Nagyová                 | details |
| 2000-05-15               | Italian Open                    | Italië, Rome                         | Tier I   | 1.080.000 | gravel, buiten    | Monica Seles                     | details |
| 2000-05-15               | Mexx Sport Benelux Open         | België, Antwerpen                    | Tier IVa | 140.000   | gravel, buiten    | Amanda Coetzer                   | details |
| 2000-05-22               | Internationaux de Strasbourg    | Frankrijk, Straatsburg               | Tier III | 170.000   | gravel, buiten    | Silvija Talaja                   | details |
| 2000-05-22               | Open de España                  | Spanje, Madrid                       | Tier III | 170.000   | gravel, buiten    | Gala León García                 | details |
| 2000-05-29               | Roland Garros                   | Frankrijk, Parijs                    | G.S.     | 4.141.085 | gravel, buiten    | Mary Pierce                      | details |
| 2000-06-12               | DFS Classic                     | Verenigd Koninkrijk, Birmingham      | Tier III | 170.000   | gras, buiten      | Lisa Raymond                     | details |
| 2000-06-12               | Tashkent Open                   | Oezbekistan, Tasjkent                | Tier IVa | 140.000   | hardcourt, buiten | Iroda Tulyaganova                | details |
| 2000-06-19               | Direct Line International       | Verenigd Koninkrijk, Eastbourne      | Tier II  | 535.000   | gras, buiten      | Julie Halard-Decugis             | details |
| 2000-06-19               | Heineken Trophy                 | Nederland, Rosmalen                  | Tier III | 170.000   | gras, buiten      | Martina Hingis                   | details |
| 2000-06-26               | Wimbledon                       | Verenigd Koninkrijk, Londen          | G.S.     | 5.235.332 | gras, buiten      | Venus Williams                   | details |
| 2000-07-10               | Uniqa Grand Prix                | Oostenrijk, Klagenfurt               | Tier III | 170.000   | gravel, buiten    | Barbara Schett                   | details |
| 2000-07-10               | Internazionali Femminili        | Italië, Palermo                      | Tier IVb | 110.000   | gravel, buiten    | Henrieta Nagyová                 | details |
| 2000-07-17               | Idea Prokom Open                | Polen, Sopot                         | Tier III | 170.000   | gravel, buiten    | Anke Huber                       | details |
| 2000-07-17               | Sanex Trophy                    | België, Knokke-Heist                 | Tier IVb | 110.000   | gravel, buiten    | Anna Smashnova                   | details |
| 2000-07-24               | Bank of the West Classic        | Verenigde Staten, Stanford           | Tier II  | 535.000   | hardcourt, buiten | Venus Williams                   | details |
| 2000-07-31               | Acura Classic                   | Verenigde Staten, San Diego          | Tier II  | 535.000   | hardcourt, buiten | Venus Williams                   | details |
| 2000-08-07               | estyle.com Classic              | Verenigde Staten, Los Angeles        | Tier II  | 535.000   | hardcourt, buiten | Serena Williams                  | details |
| 2000-08-14               | Omnium du Maurier               | Canada, Montréal                     | Tier I   | 1.080.000 | hardcourt, buiten | Martina Hingis                   | details |
| 2000-08-20               | Pilot Pen Tennis                | Verenigde Staten, New Haven          | Tier II  | 535.000   | hardcourt, buiten | Venus Williams                   | details |
| 2000-08-28               | US Open                         | Verenigde Staten, New York           | G.S.     | 6.467.000 | hardcourt, buiten | Venus Williams                   | details |
| 2000-09-19               | Olympische spelen               | Australië, Sydney                    | O.S.     | 0         | hardcourt, buiten | Venus Williams                   | details |
| 2000-09-25               | Seat Open                       | Luxemburg, Luxemburg                 | Tier III | 170.000   | tapijt, binnen    | Jennifer Capriati                | details |
| 2000-10-02               | Porsche Tennis Grand Prix       | Duitsland, Filderstadt               | Tier II  | 535.000   | hardcourt, binnen | Martina Hingis                   | details |
| 2000-10-02               | Toyota Princess Cup             | Japan, Tokio                         | Tier II  | 535.000   | hardcourt, buiten | Serena Williams                  | details |
| 2000-10-08               | Swisscom Challenge              | Zwitserland, Zürich                  | Tier I   | 1.080.000 | hardcourt, binnen | Martina Hingis                   | details |
| 2000-10-09               | Japan Open                      | Japan, Tokio                         | Tier III | 170.000   | hardcourt, buiten | Julie Halard-Decugis             | details |
| 2000-10-17               | Generali Ladies                 | Oostenrijk, Linz                     | Tier II  | 535.000   | hardcourt, binnen | Lindsay Davenport                | details |
| 2000-10-16               | Heineken Open                   | China, Shanghai                      | Tier IVa | 140.000   | hardcourt, buiten | Meghann Shaughnessy              | details |
| 2000-10-23               | EuroTel Slovak                  | Slowakije, Bratislava                | Tier IVb | 110.000   | hardcourt, binnen | Dája Bedáňová                    | details |
| 2000-10-23               | Kremlin Cup                     | Rusland, Moskou                      | Tier I   | 1.080.000 | tapijt, binnen    | Martina Hingis                   | details |
| 2000-10-30               | Bell Challenge                  | Canada, Québec                       | Tier III | 170.000   | hardcourt, binnen | Chanda Rubin                     | details |
| 2000-10-30               | Sparkassen Cup                  | Duitsland, Leipzig                   | Tier II  | 535.000   | tapijt, binnen    | Kim Clijsters                    | details |
| 2000-11-06               | Advanta Championships           | Verenigde Staten, Philadelphia       | Tier II  | 535.000   | tapijt, binnen    | Lindsay Davenport                | details |
| 2000-11-06               | Wismilak International          | Maleisië, Kuala Lumpur               | Tier III | 170.000   | hardcourt, buiten | Henrieta Nagyová                 | details |
| 2000-11-13               | Volvo Women's Open              | Thailand, Pattaya                    | Tier IVb | 110.000   | hardcourt, buiten | Anne Kremer                      | details |
| 2000-11-13               | WTA Tour Championships          | Verenigde Staten, New York           | WTA      | 2.000.000 | tapijt, binnen    | Martina Hingis                   | details |

## Primeurs
Speelsters die in 2000 hun eerste WTA-enkelspeltitel wonnen:
- Silvija Talaja (Kroatië) in Gold Coast, Australië
- Anne Kremer (Luxemburg) in Auckland, Nieuw-Zeeland
- Patricia Wartusch (Oostenrijk) in Bogota, Colombia
- Rita Kuti Kis (Hongarije) in São Paulo, Brazilië
- Tathiana Garbin (Italië) in Boedapest, Hongarije
- Tina Pisnik (Slovenië) in Bol, Kroatië
- Gala León García (Spanje) in Madrid, Spanje
- Iroda Tulyaganova (Oezbekistan) in Tasjkent, Oezbekistan
- Meghann Shaughnessy (Verenigde Staten) in Shanghai, China
- Dája Bedáňová (Tsjechië) in Bratislava, Slowakije

## Statistieken toernooien

### Toernooien per ondergrond
| ondergrond   | aantal | buiten/binnen | aantal |
| ------------ | ------ | ------------- | ------ |
| hardcourt    | 28     | buiten        | 22     |
| hardcourt    | 28     | binnen        | 6      |
| gravel       | 17     | buiten        | 17     |
| gravel       | 17     | binnen        | 0      |
| gras         | 4      | buiten        | 4      |
| groen gravel | 1      | buiten        | 1      |
| tapijt       | 8      | binnen        | 8      |
| TOTAAL       | 58     |               |        |

## Bron
- (en) Archief van de WTA

1971 · 1972 · 1973 · 1974 · 1975 · 1976 · 1977 · 1978 · 1979 · 1980 · 1981 · 1982 · 1983 · 1984 · 1985 · 1986 · 1987 · 1988 · 1989 · 1990 · 1991 · 1992 · 1993 · 1994 · 1995 · 1996 · 1997 · 1998 · 1999 · 2000 · 2001 · 2002 · 2003 · 2004 · 2005 · 2006 · 2007 · 2008 · 2009 · 2010 · 2011 · 2012 · 2013 · 2014 · 2015 · 2016 · 2017 · 2018 · 2019 · 2020 · 2021 · 2022 · 2023 · 2024 · 2025